# U-56
O submarino alemão U-56 foi um um U-boot do Tipo IIC da Kriegsmarine da Alemanha nazista que serviu na Segunda Guerra Mundial. O submarino foi consruído pela  empresa de béilca Deutsche Werker de Kiel, com o número do estaleiro sendo o 255. Encomendada em 17 de junho de 1937, foi deposta em 21 de setembro, lançada em 3 de setembro de 1938 e comissionada em 26 de novembro sob o comando do Kapitänleutnant Wilhelm Zahn.

Símbolo da Kriegsmarine

O U-56 foi inicialmente designado para a 5ª Flotilha de U-boots durante seu período de treinamento, até 31 de dezembro de 1939, quando foi transferido para a 1ª Flotilha de U-boots para operações. Ela realizou doze patrulhas de guerra, afundando três navios com um total de 8.860 toneladas de arqueação bruta (TAB) e um navio de guerra auxiliar de 16.923 TAB; ela também danificou um navio de 3.829 GRT.

## Projeção
Os submarinos alemães Tipo IIC eram versões ampliadas dos originais Tipo II. O U-56 teve um deslocamento de 291 toneladas (286 toneladas longas) quando estava na superfície e 341 toneladas (336 toneladas longas) quando submerso. Oficialmente, a tonelagem padrão era de 250 toneladas longas, entretanto. O submarino tinha um comprimento total de 43,90 m, um comprimento de casco pressurizado de 29,60 m, uma boca de 4,08 m, uma altura de 8,40 m, e um calado de 3,82 m. O submarino era movido por dois motores diesel MWM RS 127 S de quatro tempos e seis cilindros de 700 cavalos de potência métrica (510 kW; 690 shp) para cruzeiro, dois motores elétricos de dupla ação Siemens-Schuckert PG VV 322/36 produzindo um total de 410 cavalos de potência métricos (300 kW; 400 shp) para uso submerso. Ela tinha dois eixos e duas hélices de 0,85 m. O barco era capaz de operar em profundidades de 80 a 150 metros.
O submarino tinha uma velocidade máxima de superfície de 12 nós (22 km/h; 14 mph) e uma velocidade submersa máxima de 7 nós (13 km/h; 8,1 mph). Quando submerso, o barco poderia operar por 35–42 milhas náuticas (65–78 km; 40–48 mi) a 4 nós (7,4 km/h; 4,6 mph); quando emergiu, ela poderia viajar 3.800 milhas náuticas (7.000 km; 4.400 milhas) a 8 nós (15 km/h; 9,2 mph). O U-56 foi equipado com três tubos de torpedo de 53,3 cm (21 pol.) Na proa, cinco torpedos ou até doze minas de torpedo Tipo A e um canhão antiaéreo de 2 cm (0,79 pol.). O barco tinha um complemento de 25.